# Gare de Chartres
Gare de Chartres – stacja kolejowa w Chartres, w departamencie Eure-et-Loir, w Regionie Centralnym-Dolinie Loary, we Francji.
Jest stacją Société nationale des chemins de fer français (SNCF) obsługiwaną przez pociągi TER Centre.

## Historia
Stacja została otwarta w 1849 roku. Stare parowozownia jest obecnie użytkowana przez muzeum Compa.
Obecny budynek pochodzi z 1933, zlecony przez Raoula Dautry, dyrektora generalnego Chemins de Fer de l'État i zaprojektowany przez architekta Henri Pacon, został nazwany "dziedzictwem XX wieku" przez Ministerstwo Kultury.